# Скульптуры из навоза в Якутии
Скульптуры из навоза в Якутии — серия скульптур, являющихся символами года в соответствии восточным (китайским) календарём, которые изготавливались из навоза жителем села Уолба Таттинского улуса Республики Саха (Якутия) Михаилом Боппосовым с 2011 года.    
С 2011 по 2023 год Михаил Боппосов создал фигуры обезьяны, змеи, дракона, тройки лошадей, петуха, собачьей упряжки, козы, семейства тигров, быка, выдыхающего пар из ноздрей и топчащего коронавирус, и двухметрового механизированного зайца, играющего на барабане. С 2023 года скульптуры из навоза изготавливали братья Михаила - Иннокентий и Иван.   

## История
Первую скульптуру из навоза — танк, Михаил Трофимович Боппосов сделал в 1998 году.   
В 2011 начал создавать скульптуры из навоза в честь Нового года по восточному календарю. В декабре 2011 года Боппосов сделал из навоза символ 2012 года – дракона, в декабре 2012 года он сделал двухметровую скульптуру змеи, в 2013 году Михаил сделал скульптуру лошадей в натуральную величину. В 2014 году скульптор-самоучка создал символ 2015 года: скульптура представляла собой козла, козу и козлёнка.         
В канун Нового 2016 года Михаил Боппосов создал из навоза целую композицию с обезьянами на пальме. Композиция состояла из пяти обезьян — три их них лазят по пальмам и лиане, а две задумчиво сидят на завалинке. У одной из обезьян в руках стихотворение, посвященное важности навоза.          
В 2016 году Боппосов сделал из навоза петуха высотой 3,5 метра и длиной 4,2 метра. Символ 2017 года стал местной достопримечательностью.           
В декабре 2017 года скульптор слепил из навоза символ наступающего 2018 года — года собаки. Боппосов сделал скульптуру собаки, выглядывающей из конуры. Творчество Михаила Боппосова стало источником вдохновения для других мастеров Якутии. Один из них, живущий в селе Модут Намского района, создал фигуру оленя из навоза. Пенсионер Анатолий Филиппов из села Нерюктяйинск-1 Олекминского района также проявил свое мастерство, соорудив пятиметровую елку из навоза. Для украшения скульптуры он использовал шары, а вершину елки венчала красная звезда.          
В 2019 году в честь Нового 2020 года Боппосов установил на улице села два огромных кресла из навоза, на одном из которых сидела упитанная мышь.           
В декабре 2021 года Михаил Боппосов представил свою очередную скульптуру из навоза, символизирующую 2022 год — семейство тигров. В этой работе художник изготовил семейство хищников, находящихся с маленькими тигрятами под ёлкой.           
Глава Таттинского улуса Республики Саха (Якутия) Михаил Соров рассказал, что в 2021 году Боппосову было присвоено звание «народного скульптора», чтобы порадовать мастера. Глава местной администрации Александр Винокуров называл скульптуры Боппосова шедеврами, а работу скульптора — вдохновляющей.            
В конце 2022 года скульптор-самоучка Боппосов создал из навоза символ 2023 года — двухметрового кролика, бьющего в барабан. В 2022 году создать скульптуру Михаилу помогли его братья Иван и Иннокентий. В связи с болезнью Михаил перестал держать коров, поэтому навоз для изготовления символа года брал у родственников.          
В декабре 2023 года брат Михаила Боппосова Иннокентий, проживающий в селе Уолба, создал из коровьего навоза скульптуру Дракона — символа 2024 года, тем самым продолжив семейную традицию.          
В конце декабря 2024 года брат Михаила Боппосова Иван создал из навоза змею, символизирующую 2025 год. Традиция лепки символов наступающего года из навоза укоренилась в Якутии. Также в 2024 году  символ предстоящего 2025 года — змею, создала из навоза жительница Мытахского наслега Горного улуса Якутии.                      